# Salts al Campionat del Món de natació de 2013 – 10 metres plataforma sincronitzat masculí
La prova de 10 metres plataforma sincronitzat es va disputar el 21 de juliol de 2013 a la Piscina Municipal de Montjuïc de Barcelona. La preliminar es va celebrar al matí, i la final a la tarda.

## Resultats
Verd: Classificats per la final
| Posició | Saltadors                                | País            | Preliminar | Preliminar | Final  | Final   |
| Posició | Saltadors                                | País            | Punts      | Posició    | Punts  | Posició |
| ------- | ---------------------------------------- | --------------- | ---------- | ---------- | ------ | ------- |
| 1       | Sascha Klein Patrick Hausding            | Alemanya        | 433.50     | 2          | 461.46 | 1       |
| 2       | Victor Minibaev Artem Chesakov           | Rússia          | 409.86     | 4          | 445.95 | 2       |
| 3       | Cao Yuan Zhang Yanquan                   | R.P. de la Xina | 460.74     | 1          | 445.56 | 3       |
| 4       | Germán Sánchez Iván García               | Mèxic           | 427.44     | 3          | 442.86 | 4       |
| 5       | Jeinkler Aguirre José Guerra             | Cuba            | 403.68     | 6          | 434.49 | 5       |
| 6       | Oleksandr Gorshkovozov Dmytro Mezhenskyi | Ucraïna         | 406.59     | 5          | 425.52 | 6       |
| 7       | Francesco Dell'Uomo Maicol Verzotto      | Itàlia          | 376.68     | 8          | 386.25 | 7       |
| 8       | Kim Yeong-Nam Woo Ha-Ram                 | Corea del Sud   | 390.18     | 7          | 386.22 | 8       |
| 9       | So Myong-Hyok Kim Sun-Bom                | Corea del Nord  | 347.28     | 10         | 376.56 | 9       |
| 10      | Toby Stanley David Bonuchi               | Estats Units    | 360.75     | 9          | 372.84 | 10      |
| 11      | Vadim Kaptur Yauheni Karaliou            | Belarús         | 343.02     | 11         | 356.79 | 11      |
| 12      | Víctor Ortega Juan Rios                  | Colòmbia        | 338.85     | 12         | 354.30 | 12      |
| 13      | Espen Valheim Daniel Jensen              | Noruega         | 336.96     | 13         | 2      | 13      |
| 14      | Andryan Andryan Adityo Restu Putra       | Indonèsia       | 307.44     | 14         | 1      | 14      |